# Ferdinand Kunhardt

Georg F. Kunhardt

Georg Ferdinand Kunhardt (* 10. April 1824 in Hamburg; † 8. März 1895 ebenda) war ein Jurist und Hamburger Senator.

## Wirken
Kunhardt war von 1856 bis 1857 Hauptmann des Bürgermilitärs. Nach dem Studium und der Promotion in Heidelberg wurde er 1861 Richter am Hamburger Niedergericht. Von 1859 bis 1868 war Kunhardt Mitglied der Hamburgischen Bürgerschaft. Von Dezember 1865 bis Dezember 1867 amtierte Kunhardt als Präsident der Bürgerschaft.
Am 10. Mai 1869 wurde Kunhardt für den verstorbenen Alfred Rücker in den Senat gewählt. Im Senat hatte Kunhardt eine einflussreiche Stellung; er amtierte als erster Polizeiherr und später als Chef der Hamburgischen Justizverwaltung.
Als erster Polizeiherr verfügte er im November 1880 die Ausweisung von Johann Heinrich Wilhelm Dietz aus Hamburg.
Nachdem ihm krankheitsbedingt ein Bein amputiert worden war und er die Fähigkeit zu sprechen fast vollständig verloren hatte, trat Kunhardt im Dezember 1887 zurück.
Nach ihm ist die Kunhardtstraße in Hamburg-Eppendorf benannt.

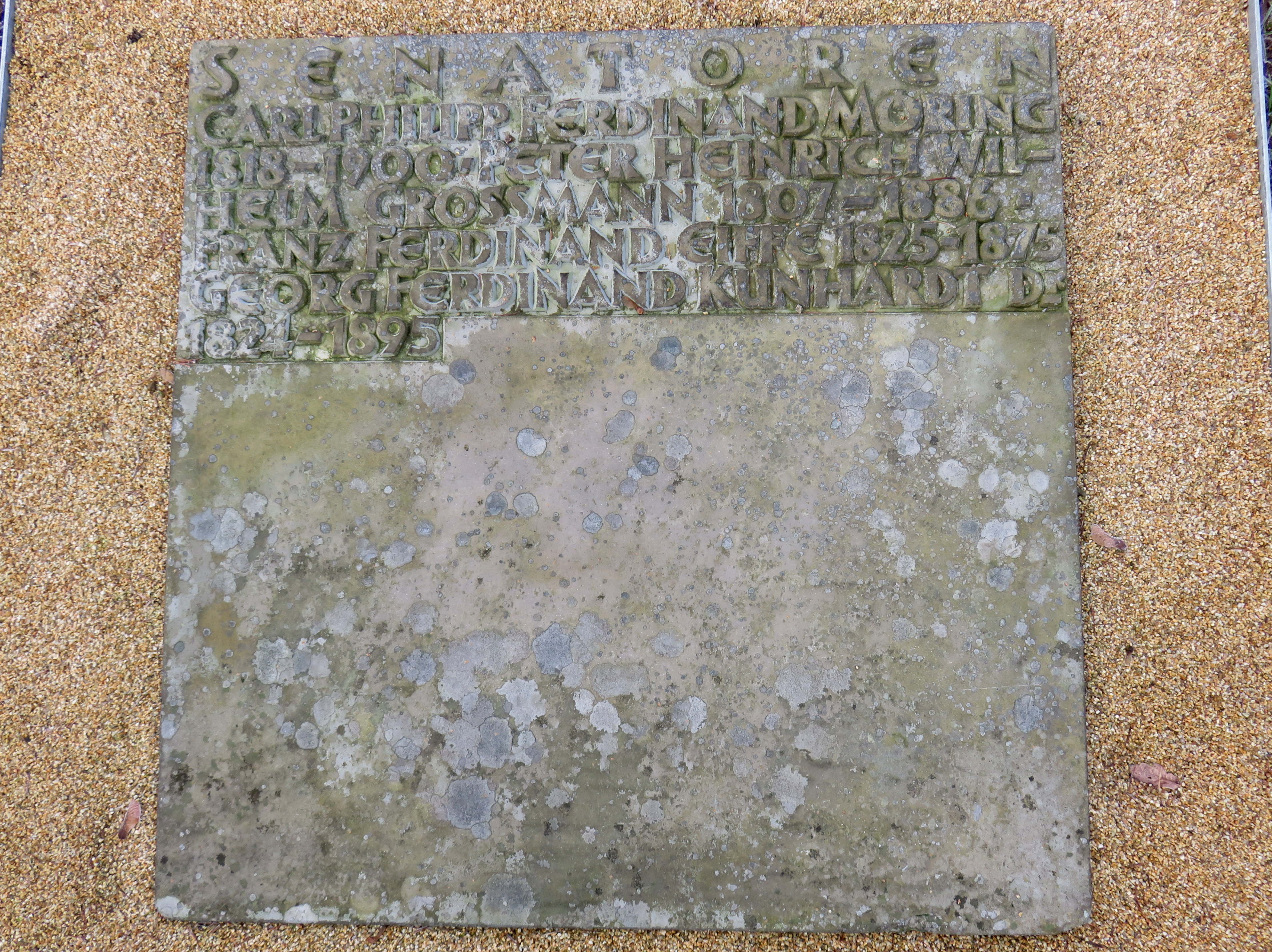
„Georg Ferdinand Kunhardt Dr.“, Sammelgrab Senatoren (IV),
Friedhof Ohlsdorf

Seit dem 29. Mai 1833 war Kunhardt Mitglied der Hamburger Turnerschaft von 1816 und seit 1844 Mitglied des Corps Vandalia Heidelberg und gehörte 1859 in Hamburg zu den Stiftern des Academischen Clubs zu Hamburg.
Kunhards Onkel war der Senator Christian Heinrich Alardus.
Auf dem Ohlsdorfer Friedhof wird auf einer der Sammelgrabplatten Senatoren (IV) des Althamburgischen Gedächtnisfriedhofs unter anderen an Ferdinand Kunhardt erinnert.